# Biches
Biches és un municipi francès, situat al departament del Nièvre i a la regió de Borgonya - Franc Comtat. L'any 2007 tenia 337 habitants.

## Demografia

### Població
El 2007 la població de fet de Biches era de 337 persones. Hi havia 156 famílies, de les quals 56 eren unipersonals (36 homes vivint sols i 20 dones vivint soles), 48 parelles sense fills, 28 parelles amb fills i 24 famílies monoparentals amb fills.
La població ha evolucionat segons el següent gràfic:
Habitants censats

### Habitatges
El 2007 hi havia 266 habitatges, 158 eren l'habitatge principal de la família, 94 eren segones residències i 14 estaven desocupats. 262 eren cases i 4 eren apartaments. Dels 158 habitatges principals, 133 estaven ocupats pels seus propietaris, 21 estaven llogats i ocupats pels llogaters i 4 estaven cedits a títol gratuït; 8 tenien una cambra, 19 en tenien dues, 36 en tenien tres, 39 en tenien quatre i 56 en tenien cinc o més. 122 habitatges disposaven pel capbaix d'una plaça de pàrquing. A 87 habitatges hi havia un automòbil i a 47 n'hi havia dos o més.

### Piràmide de població
La piràmide de població per edats i sexe el 2009 era:
| Homes | Edats   | Dones |
| ----- | ------- | ----- |
| 0     | 95 o +  | 0     |
| 0     | 90 a 94 | 0     |
| 4     | 85 a 89 | 0     |
| 0     | 80 a 84 | 16    |
| 8     | 75 a 79 | 8     |
| 12    | 70 a 74 | 12    |
| 12    | 65 a 69 | 24    |
| 8     | 60 a 64 | 8     |
| 16    | 55 a 59 | 12    |
| 8     | 50 a 54 | 4     |
| 24    | 45 a 49 | 20    |
| 8     | 40 a 44 | 8     |
| 12    | 35 a 39 | 8     |
| 8     | 30 a 34 | 4     |
| 8     | 25 a 29 | 8     |
| 0     | 20 a 24 | 4     |
| 12    | 15 a 19 | 8     |
| 0     | 10 a 14 | 4     |
| 4     | 5 a 9   | 4     |
| 0     | 0 a 4   | 20    |

## Economia
El 2007 la població en edat de treballar era de 186 persones, 120 eren actives i 66 eren inactives. De les 120 persones actives 105 estaven ocupades (63 homes i 42 dones) i 15 estaven aturades (5 homes i 10 dones). De les 66 persones inactives 32 estaven jubilades, 8 estaven estudiant i 26 estaven classificades com a «altres inactius».

### Ingressos
El 2009 a Biches hi havia 151 unitats fiscals que integraven 327 persones, la mediana anual d'ingressos fiscals per persona era de 15.125 €.

### Activitats econòmiques
Dels 13 establiments que hi havia el 2007, 1 era d'una empresa de fabricació d'altres productes industrials, 5 d'empreses de construcció, 2 d'empreses de comerç i reparació d'automòbils, 1 d'una empresa de transport, 1 d'una empresa d'hostatgeria i restauració, 2 d'empreses de serveis i 1 d'una empresa classificada com a «altres activitats de serveis».
Dels 6 establiments de servei als particulars que hi havia el 2009, 1 era una oficina de correu, 1 paleta, 1 fusteria i 3 lampisteries.
L'any 2000 a Biches hi havia 19 explotacions agrícoles que ocupaven un total de 1.340 hectàrees.

## Equipaments sanitaris i escolars
El 2009 hi havia una escola elemental integrada dins d'un grup escolar amb les comunes properes formant una escola dispersa.

## Poblacions més properes
El següent diagrama mostra les poblacions més properes.